# 1553
1553 (MDLIII) fue un año común comenzado en domingo del calendario juliano.

## Acontecimientos
- 7 de enero: en el Convento de Santo Domingo (en Lima) comienza a funcionar la Universidad de San Marcos.
- 25 de enero: en la Ciudad de México se inaugura la Real y Pontificia Universidad de México.
- 10 de julio: en Londres es coronada reina Jane Grey (Leicestershire, 1537 - Londres, 1554), tras la muerte del rey Eduardo VI de Inglaterra. Solo será reina nueve días.
- 30 de julio: en Londres, es coronada reina María Tudor (Greenwich, 1516 - Londres, 1558) tras la muerte de su hermano Eduardo VI y el corto reinado de lady Jane Grey.
- 25 de julio: en el norte de la actual Argentina, el español Francisco de Aguirre funda la ciudad de Santiago del Estero.
- 27 de octubre: en Ginebra, los calvinistas queman vivo en la hoguera al teólogo y científico aragonés Miguel Serveto (de 42 años).
- 25 de diciembre: en Chile se libra la batalla de Tucapel; muere el conquistador español Pedro de Valdivia.

### Sin fecha
- En Chile los araucanos (pobladores originales del país) se sublevan contra los invasores españoles.
- 1.ª Batalla de Kawanakajima, Japón.

## Ciencía y tecnología
- Giambattista Benedetti publica el "Demonstratio Localium motuum demonstratio"

## Nacimientos
- 1 de abril: Enrique IV, rey francés (f. 1610)
- 23 de noviembre: Prospero Alpini, botánico y médico italiano (f. 1617)
- 14 de mayo: Margarita de Valois, reina de Francia (f. 1615)

## Fallecimientos
- 6 de julio: Eduardo VI, rey inglés entre 1547 y 1553 (n. 1537).
- 19 de octubre: Bonifazio Veronese, pintor italiano (n. 1487).
- 27 de octubre: Miguel Servet, humanista, médico y teólogo español (n. 1511).
- Agustinillo: indio yanacona, que sirvió a Pedro de Valdivia en los primeros tiempos de la conquista.
- Alcatipay, jefe araucano que participó en el ataque a la plaza de Tucapel.
- 9 de abril: Francois Rabelais, escritor francés
- 6 de octubre: Şehzade Mustafa, príncipe del imperio otomano, primogénito de Solimán el Magnífico, (n. 1515).
- 27 de noviembre: Şehzade Cihangir, príncipe del imperio otomano, hijo menor de Solimán el Magnífico, (n. 1531).